# Ridge Racer (videogioco 2011)
Ridge Racer è un simulatore di guida sviluppato da Cellius e pubblicato da Namco Bandai Games come titolo di lancio per PlayStation Vita.

## Accoglienza
La rivista Play Generation diede al gioco un punteggio di 45/100, apprezzando il buon sistema di controllo ed il comparto online discretamente curato e come contro la realizzazione tecnica non sempre all'altezza e l'offerta di gioco scarna, finendo per trovarlo un titolo divertente, che risente di una realizzazione tecnica non all'altezza e di una longevità quasi inesistente.